# Tipula westwoodiana
Tipula westwoodiana är en tvåvingeart som beskrevs av Alexander 1924. Tipula westwoodiana ingår i släktet Tipula och familjen storharkrankar. Inga underarter finns listade i Catalogue of Life.